# Fantasia eròtica

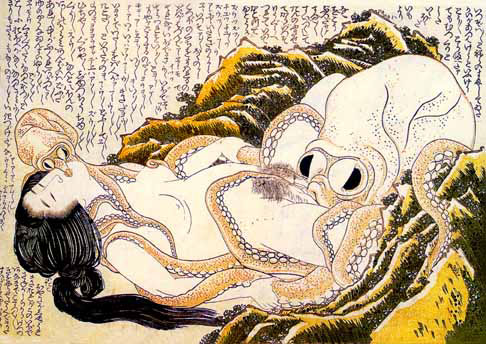
Representació d'una fantasia eròtica, pintada per Hokusai.

Un fantasia eròtica o sexual és una representació mental centrada en el tema de l'erotisme o del sexe. Les fantasies poden ser la sublimació de desitjos que es volen tenir a la realitat o catarsi de fets que hom no vol que passin, com una violació. Es distingeixen dels somnis eròtics perquè s'esdevenen quan el subjecte està despert i manté un cert control sobre com es desenvolupa la història o imatge evocada. La fantasia eròtica pot ser independent de l'acte sexual o un mètode per estimular el contacte i l'excitació de la parella.
Fantasies eròtiques són considerades com una manifestació de la sexualitat humana, i la seva presència es considera com un indicador de salut sexual.

## Temes recurrents
Certes fantasies eròtiques són freqüents, totes amb una relació de risc i de situacions poc usuals a la vida normal. Són per exemple tenir sexe en llocs públics (amb risc de ser descobert durant l'acte), trios i orgies (grupals introduint persones conegudes o desconegudes), cuckolding (un tipus de voyeurisme o col·laboració dins una infidelitat o relació oberta), submissió (incloent pràctiques BDSM o violació) i canvi de gènere. També son freqüent fantasies homoeròtiques, dominació i situacions de poder, intercanvi de parelles, gang bang (grupal amb una persona receptora i central dins un grupal) i rememorament.

## Diferències de gènere
En els homes és més freqüent la masturbació mentre s'evoca la fantasia. S'imatgen més sovint evocacions explícites de l'anatomia, mentre que les fantasies de les dones tenen un component de romanticisme —especialment quan s'imaginen tenint relacions sexuals amb una parella inexistent. En el cas de les dones el lesbianisme fa aparèixer amb més freqüència fixació en òrgans concrets i menys en l'entorn.
Les dones tenen amb més freqüència fantasies on intervé la violència, assalt i dolor que els homes (ser forçades és la segona fantasia més freqüent, seguint a la intimitat amb una persona que no és la seva parella). Els investigadors suggereixen que aquest predomini ve de la por a ser dominades i de la culpabilitat del desig. Entre les fantasies masculines apareix amb més freqüència el trio.